# Hortulan (fugl)
|  | Denne artikel omhandler fuglearten hortulan. For andre betydninger, se hortulan |
Hortulanen (Emberiza hortulana) er en fugleart i familien værlinger. Arten er udbredt i størstedelen af Europa, Tyrkiet og Iran samt mod øst gennem Rusland til Mongoliet. Den 16 centimeter store hortulan yngler ofte i haver eller på tilsvarende steder som gulspurven, hvor den lever af insekter og frø. I Danmark træffes kun trækkende fugle, især om foråret, idet hortulanen ikke yngler i det nordvestlige Europa.

## Spisefugl
Hortulanen har siden oldtiden været en yndet spisefugl i Sydeuropa. I det sydvestlige Frankrig fanges årligt mange fugle, når de raster på vej til overvintringsområdet i Afrika syd for Sahara.